# Promozione Friuli-Venezia Giulia 1986-1987
Nella stagione 1986-1987 la Promozione era il sesto livello del calcio italiano (il massimo livello regionale). Qui vi sono le statistiche relative al campionato in Friuli-Venezia Giulia.
Il campionato è strutturato in vari gironi all'italiana su base regionale, gestiti dai Comitati Regionali di competenza. Promozioni alla categoria superiore e retrocessioni in quella inferiore non erano sempre omogenee; erano quantificate all'inizio del campionato dal Comitato Regionale secondo le direttive stabilite dalla Lega Nazionale Dilettanti, ma flessibili, in relazione al numero delle società retrocesse dal Campionato Interregionale e perciò, a seconda delle varie situazioni regionali, la fine del campionato poteva avere degli spareggi sia di promozione che di retrocessione.

## Squadre partecipanti
| Squadra                | Città (provincia)            | Stagione 1985-1986                        |
| ---------------------- | ---------------------------- | ----------------------------------------- |
| A.P. Bujese            | Buia (UD)                    | 1º in Prima Categoria, gir. A. Promosso   |
| A.S. Centro del Mobile | Brugnera (PN)                | 8º in Promozione                          |
| A.C. Cordenonese       | Cordenons (PN)               | 4º in Promozione                          |
| A.S. Cormonese         | Cormons (GO)                 | 5º in Promozione                          |
| A.S. Cussignacco       | Udine                        | 13º in Promozione                         |
| U.S. Itala San Marco   | Gradisca d'Isonzo (GO)       | 1º in Prima Categoria, gir. B. Promosso   |
| S.A.S. Juniors         | Casarsa della Delizia (PN)   | 2º in Promozione                          |
| U.S. Manzanese         | Manzano (UD)                 | 14º in Interregionale, gir. C. Retrocessa |
| A.C. Monfalcone        | Monfalcone (GO)              | 10º in Promozione                         |
| U.S. Pasianese         | Pasian di Prato (UD)         | 9º in Promozione                          |
| G.S. Portuale          | Trieste                      | 11º in Promozione                         |
| S.S. Sacilese          | Sacile (PN)                  | 6º in Promozione                          |
| S.S. Sangiorgina       | San Giorgio di Nogaro (UD)   | 3º in Promozione                          |
| A.S. Sanvitese         | San Vito al Tagliamento (PN) | 7º in Promozione come Orcenico Sanvitese  |
| U.S. Tarcentina        | Tarcento (UD)                | 12º in Promozione                         |
| A.C. Trivignano        | Trivignano Udinese (UD)      | 16º in Interregionale, gir. C. Retrocessa |

## Classifica finale
|  | Pos. | Squadra           | Pt | G  | V  | N  | P  | GF | GS | DR  |
|  | ---- | ----------------- | -- | -- | -- | -- | -- | -- | -- | --- |
|  | 1.   | Pasianese         | 46 | 30 | 17 | 12 | 1  | 45 | 20 | +25 |
|  | 2.   | Trivignano        | 41 | 30 | 13 | 15 | 2  | 32 | 12 | +20 |
|  | 3.   | Monfalcone        | 37 | 30 | 11 | 15 | 4  | 29 | 22 | +7  |
|  | 4.   | Itala San Marco   | 33 | 30 | 11 | 11 | 8  | 28 | 33 | -5  |
|  | 5.   | Sacilese          | 33 | 30 | 11 | 11 | 8  | 30 | 20 | +10 |
|  | 6.   | Manzanese         | 33 | 30 | 12 | 9  | 9  | 36 | 27 | +9  |
|  | 7.   | Cussignacco       | 32 | 30 | 12 | 8  | 10 | 25 | 19 | +6  |
|  | 8.   | Juniors Casarsa   | 32 | 30 | 8  | 16 | 6  | 31 | 29 | +2  |
|  | 9.   | Cormonese         | 31 | 30 | 7  | 17 | 6  | 26 | 20 | +6  |
|  | 10.  | Bujese            | 27 | 30 | 7  | 13 | 10 | 21 | 32 | -11 |
|  | 11.  | Sanvitese         | 24 | 30 | 5  | 14 | 11 | 25 | 34 | -9  |
|  | 12.  | Portuale Trieste  | 24 | 30 | 7  | 10 | 13 | 15 | 25 | -10 |
|  | 13.  | Cordenonese       | 23 | 30 | 4  | 15 | 11 | 10 | 23 | -13 |
|  | 14.  | Tarcentina        | 23 | 30 | 7  | 9  | 14 | 20 | 33 | -13 |
|  | 15.  | Sangiorgina       | 23 | 30 | 4  | 15 | 11 | 17 | 25 | -8  |
|  | 16.  | Centro del Mobile | 18 | 30 | 4  | 10 | 16 | 11 | 27 | -16 |

- Cordenonese salva per la classifica avulsa: Cordenonese 6 punti, Tarcentina 3 (reti 1-2), Sangiorgina 3 (reti 0-1)
- altri confronti diretti fra squadre a pari punti:
  - Itala S.Marco 6 punti, Sacilese 5, Manzanese 1
  - Cussignacco-Juniors 1-0 e 3-3
  - Portuale-Sanvitese 0-2 e 1-0

### Classifica marcatori
| Reti | Marcatore   | Squadra         |
| ---- | ----------- | --------------- |
| 16   | Furlan      | Itala San Marco |
| 16   | Gonano      | Pasianese       |
| 11   | Tomei       | Juniors         |
| 11   | Colombo     | Manzanese       |
| 9    | Peressoni   | Manzanese       |
| 8    | Di Gioseffo | Bujese          |
| 8    | Meroni      | Cormonese       |
| 8    | De Anna     | Sanvitese       |
| 8    | Piccoli     | Trivignano      |

### Risultati
- Il campionato avrebbe dovuto concludersi il 17 maggio ma le abbondanti nevicate di inizio gennaio 1987 hanno fatto rinviare la 14ª e la 15ª giornata. La Federcalcio regionale ha deciso di far slittare il calendario invece di recuperare le gare con turni infrasettimanali, così il campionato è terminato con 2 settimane di ritardo su quanto preventivato nell'estate 1986.

| andata     | 1ª giornata               | ritorno    |
| 28.09.1986 |                           | 08.02.1987 |
| 1-1        | Sacilese - Manzanese      | 1-0        |
| 0-0        | Trivignano - Cormonese    | 0-0        |
| 0-0        | Cordenonese - Juniors     | 1-1        |
| 1-1        | Sanvitese - Itala S.M.    | 4-0        |
| 0-0        | Sangiorgina - Portuale    | 0-0        |
| 1-0        | Tarcentina - CentroMobile | 1-2        |
| 0-0        | Bujese - Monfalcone       | 2-2        |
| 0-0        | Pasianese - Cussignacco   | 1-0        |

| andata     | 4ª giornata               | ritorno    |
| 19.10.1986 |                           | 03.03.1987 |
| 0-0        | Cormonese - Pasianese     | 1-1        |
| 0-0        | CentroMobile - Bujese     | 3-0        |
| 0-1        | Juniors - Trivignano      | 0-2        |
| 4-0        | Manzanese - Sanvitese     | 3-2        |
| 1-0        | Monfalcone - Cordenonese  | 1-1        |
| 2-1        | Itala S.M. - Tarcentina   | 2-0        |
| 1-0        | Cussignacco - Sangiorgina | 0-0        |
| 0-1        | Portuale - Sacilese       | 0-2        |

| andata     | 7ª giornata               | ritorno    |
| 09.11.1986 |                           | 22.03.1987 |
| 1-0        | Sacilese - Cormonese      | 0-0        |
| 1-0        | Trivignano - CentroMobile | 0-0        |
| 0-0        | Cordenonese - Itala S.M.  | 0-0        |
| 1-3        | Sanvitese - Juniors       | 0-0        |
| 0-0        | Sangiorgina - Manzanese   | 1-1        |
| 1-1        | Tarcentina - Portuale     | 0-1        |
| 2-0        | Bujese - Cussignacco      | 1-0        |
| 2-2        | Pasianese - Monfalcone    | 0-0        |

| andata     | 10ª giornata              | ritorno    |
| 30.11.1986 |                           | 26.04.1987 |
| 1-1        | Trivignano - Sanvitese    | 0-0        |
| 0-2        | CentroMobile - Monfalcone | 0-1        |
| 0-0        | Juniors - Portuale        | 1-1        |
| 1-0        | Itala S.M. - Manzanese    | 2-1        |
| 1-1        | Cussignacco - Cormonese   | 1-1        |
| 0-0        | Tarcentina - Cordenonese  | 1-2        |
| 0-3        | Bujese - Sangiorgina      | 0-1        |
| 1-0        | Pasianese - Sacilese      | 1-0        |

| andata     | 13ª giornata             | ritorno    |
| 21.12.1986 |                          | 17.05.1987 |
| 3-0        | Trivignano - Sangiorgina | 1-1        |
| 0-0        | CentroMobile - Portuale  | 0-1        |
| 0-1        | Manzanese - Cormonese    | 1-1        |
| 1-0        | Monfalcone - Cussignacco | 0-1        |
| 1-0        | Cordenonese - Sacilese   | 0-2        |
| 1-1        | Sanvitese - Bujese       | 0-1        |
| 2-2        | Itala S.M. - Juniors     | 1-2        |
| 1-2        | Tarcentina - Pasianese   | 0-1        |

| andata     | 2ª giornata                | ritorno    |
| 05.10.1986 |                            | 15.02.1987 |
| 3-0        | Cormonese - Sangiorgina    | 0-1        |
| 0-0        | CentroMobile - Cordenonese | 0-0        |
| 1-1        | Juniors - Sacilese         | 0-3        |
| 2-2        | Manzanese - Pasianese      | 2-1        |
| 1-1        | Monfalcone - Trivignano    | 0-0        |
| 2-0        | Itala S.M. - Bujese        | 1-1        |
| 0-1        | Cussignacco - Tarcentina   | 2-0        |
| 0-2        | Portuale - Sanvitese       | 1-0        |

| andata     | 5ª giornata                | ritorno    |
| 26.10.1986 |                            | 08.03.1987 |
| 4-1        | Sacilese - Itala S.M.      | 0-1        |
| 1-0        | Trivignano - Cussignacco   | 0-1        |
| 1-0        | Cordenonese - Portuale     | 0-1        |
| 1-1        | Sanvitese - Monfalcone     | 1-3        |
| 3-1        | Sangiorgina - CentroMobile | 0-0        |
| 2-1        | Tarcentina - Cormonese     | 0-1        |
| 0-1        | Bujese - Manzanese         | 2-2        |
| 1-1        | Pasianese - Juniors        | 2-1        |

| andata     | 8ª giornata              | ritorno    |
| 16.11.1986 |                          | 29.03.1987 |
| 0-0        | Cormonese - Cordenonese  | 2-2        |
| 1-0        | CentroMobile - Sacilese  | 1-1        |
| 1-1        | Juniors - Bujese         | 0-0        |
| 0-1        | Manzanese - Trivignano   | 0-1        |
| 2-0        | Monfalcone - Tarcentina  | 2-0        |
| 2-1        | Itala S.M. - Sangiorgina | 1-0        |
| 1-0        | Cussignacco - Sanvitese  | 0-1        |
| 0-1        | Portuale - Pasianese     | 0-2        |

| andata     | 11ª giornata              | ritorno    |
| 07.12.1986 |                           | 03.05.1987 |
| 1-1        | Sacilese - Sangiorgina    | 1-1        |
| 2-0        | Trivignano - Tarcentina   | 4-0        |
| 0-1        | Monfalcone - Manzanese    | 1-5        |
| 1-1        | Sanvitese - Cordenonese   | 2-0        |
| 1-0        | Itala S.M. - CentroMobile | 1-0        |
| 1-0        | Cussignacco - Juniors     | 3-3        |
| 1-0        | Portuale - Cormonese      | 2-2        |
| 1-1        | Bujese - Pasianese        | 1-1        |

| andata     | 14ª giornata             | ritorno    |
| 25.01.1987 |                          | 25.05.1987 |
| 1-0        | Cormonese - CentroMobile | 2-0        |
| 3-1        | Sacilese - Sanvitese     | 3-2        |
| 0-0        | Juniors - Manzanese      | 3-0        |
| 0-0        | Sangiorgina - Tarcentina | 0-0        |
| 2-0        | Cussignacco - Itala S.M. | 0-1        |
| 0-0        | Portuale - Monfalcone    | 1-1        |
| 0-3        | Bujese - Trivignano      | 0-0        |
| 3-0        | Pasianese - Cordenonese  | 2-0        |

| andata     | 3ª giornata              | ritorno    |
| 12.10.1986 |                          | 22.02.1987 |
| 1-1        | Sacilese - Cussignacco   | 0-0        |
| 1-1        | Trivignano - Itala S.M.  | 1-1        |
| 0-0        | Cordenonese - Manzanese  | 0-0        |
| 0-0        | Sanvitese - Cormonese    | 1-1        |
| 1-1        | Sangiorgina - Monfalcone | 0-1        |
| 4-0        | Tarcentina - Juniors     | 0-0        |
| 1-0        | Bujese - Portuale        | 0-2        |
| 2-1        | Pasianese - CentroMobile | 1-0        |

| andata     | 6ª giornata               | ritorno    |
| 02.11.1986 |                           | 15.03.1987 |
| 2-2        | Cormonese - Bujese        | 2-0        |
| 0-0        | CentroMobile - Sanvitese  | 0-0        |
| 1-0        | Juniors - Sangiorgina     | 2-1        |
| 3-1        | Manzanese - Tarcentina    | 0-1        |
| 1-0        | Monfalcone - Sacilese     | 0-0        |
| 1-2        | Itala S.M. - Pasianese    | 0-4        |
| 1-0        | Cussignacco - Cordenonese | 2-0        |
| 0-1        | Portuale - Trivignano     | 0-1        |

| andata     | 9ª giornata              | ritorno    |
| 23.11.1986 |                          | 03.04.1987 |
| 1-2        | Cormonese - Juniors      | 1-1        |
| 2-0        | Sacilese - Bujese        | 0-2        |
| 1-0        | Manzanese - CentroMobile | 2-1        |
| 1-0        | Monfalcone - Itala S.M.  | 2-2        |
| 0-1        | Cordenonese - Trivignano | 0-0        |
| 1-1        | Sanvitese - Tarcentina   | 1-1        |
| 1-1        | Sangiorgina - Pasianese  | 1-2        |
| 0-2        | Portuale - Cussignacco   | 0-2        |

| andata     | 12ª giornata               | ritorno    |
| 14.12.1986 |                            | 10.05.1987 |
| 0-0        | Cormonese - Itala S.M.     | 0-0        |
| 0-0        | CentroMobile - Cussignacco | 1-0        |
| 1-1        | Juniors - Monfalcone       | 0-0        |
| 2-0        | Manzanese - Portuale       | 1-0        |
| 0-1        | Cordenonese - Bujese       | 0-1        |
| 0-0        | Sangiorgina - Sanvitese    | 0-1        |
| 0-0        | Tarcentina - Sacilese      | 1-0        |
| 2-2        | Pasianese - Trivignano     | 2-2        |

| andata     | 15ª giornata              | ritorno    |
| 01.02.1987 |                           | 31.05.1987 |
| 1-1        | Trivignano - Sacilese     | 0-1        |
| 0-2        | CentroMobile - Juniors    | 0-3        |
| 1-0        | Manzanese - Cussignacco   | 2-3        |
| 1-0        | Monfalcone - Cormonese    | 0-2        |
| 0-0        | Cordenonese - Sangiorgina | 1-0        |
| 0-2        | Sanvitese - Pasianese     | 0-2        |
| 0-2        | Itala S.M. - Portuale     | 1-1        |
| 0-0        | Tarcentina - Bujese       | 2-1        |

## Coppa Italia Dilettanti
- Quest'anno partecipano solo 12 squadre: le 2 retrocesse dal Campionato Interregionale e le migliori 10 della stagione precedente.

| Squadra 1                                                                                            | Totale          | Squadra 2                   | Andata | Ritorno |
| --- | --------------- | --------------------------- | ------ | ------- |
| PRIMO TURNO 7 e 14 settembre 1986                                                                    |                 |                             |        |         |
| Juniors Casarsa                                                                                      | 3 - 1           | Sanvitese                   | 3 - 0  | 0 - 1   |
| Sacilese                                                                                             | 1 - 2           | Cordenonese                 | 1 - 1  | 0 - 1   |
| Centro del Mobile                                                                                    | 1 - 4           | Pasianese                   | 1 - 2  | 0 - 2   |
| Manzanese                                                                                            | 1 - 3           | Sangiorgina                 | 1 - 2  | 0 - 1   |
| Trivignano                                                                                           | 0 - 4           | Cormonese                   | 0 - 3  | 0 - 1   |
| Portuale Trieste                                                                                     | 0 - 6           | Monfalcone                  | 0 - 4  | 0 - 2   |
| SECONDO TURNO 21 settembre e 15 ottobre 1986                                                         |                 |                             |        |         |
| Cordenonese                                                                                          | 0 - 1           | Juniors Casarsa             | 0 - 0  | 0 - 1   |
| Pasianese                                                                                            | 0 - 1           | Sangiorgina                 | 0 - 0  | 0 - 1   |
| Monfalcone                                                                                           | 1 - 1 gfc       | Cormonese                   | 0 - 0  | 1 - 1   |
| Col terzo turno le 3 squadre superstiti si incrociano con le squadre provenienti dalle altre regioni |                 |                             |        |         |
| TERZO TURNO 3 e 17 dicembre 1986                                                                     |                 |                             |        |         |
| Juniors Casarsa                                                                                      | 1 - 3           | Ponte nelle Alpi (Veneto/B) | 0 - 2  | 1 - 1   |
| Sangiorgina                                                                                          | 1 - 5           | Alpilatte Zanè (Veneto/A)   | 0 - 0  | 1 - 5   |
| (Veneto/B) Ge.Me.Az. San Polo                                                                        | 0 - 0 (4-3 dcr) | Monfalcone                  | 0 - 0  | 0 - 0   |